# Ázsiai gyapjasnyakúgólya

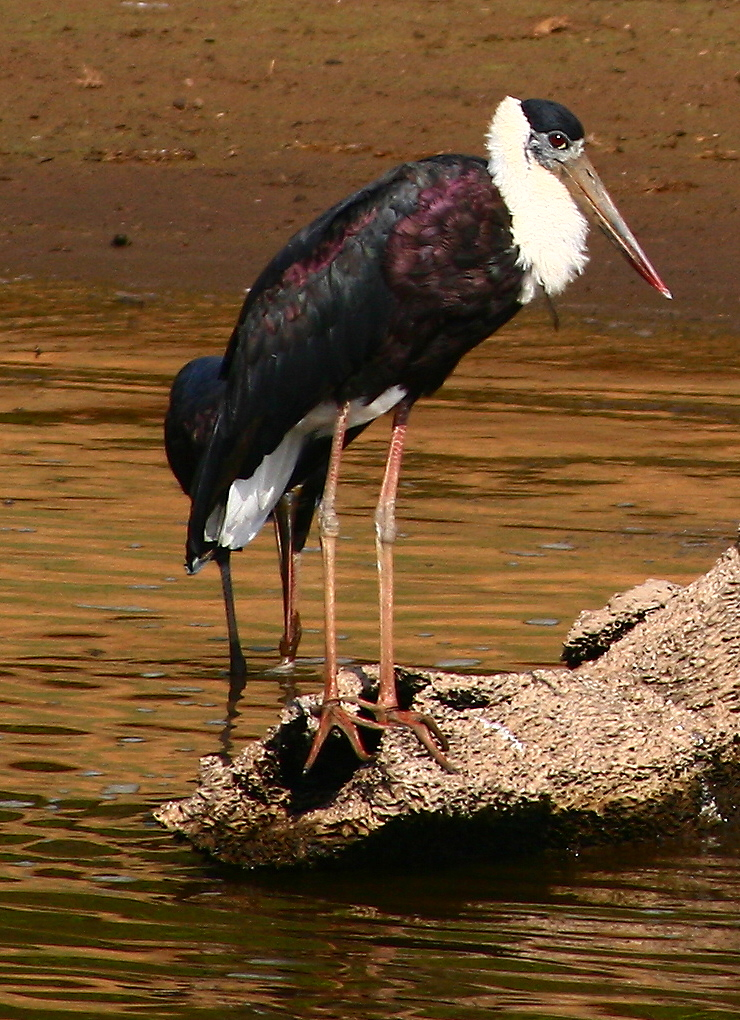

Az ázsiai gyapjasnyakúgólya (Ciconia episcopus) a madarak (Aves) osztályának a gólyaalakúak (Ciconiiformes) rendjébe, ezen belül a gólyafélék (Ciconiidae) családjába tartozó faj.

## Elterjedése, élőhelye
Ázsiában és Indonéziában honos, vizes élőhelyeken él.

## Alfajai
- Ciconia episcopus episcopus – ez az alfaj él az ázsiai elterjedési terület java részén, Indiában, Hátsó-Indiában és a Fülöp-szigeteken.
- Ciconia episcopus neglecta – ez az alfaj él az ázsiai elterjedési terület másik részén, Jáván és a Kis-Szunda-szigeteken.

Az afrikai gyapjasnyakúgólya (Ciconia microscelis) korábban szintén e faj alfajaként volt nyilvántartva Ciconia episcopus microscelis néven.

## Megjelenése
Magassága 80–90 centiméter, szárnyfesztávolsága 170–190 centiméter, testsúlya 1600–1900 gramm.
Feje fekete, nyakán fehér gyapjas tollak találhatók. Homloka fekete.
|  |

## Életmódja
Általában magányos, vagy legfeljebb párokban él, csapatokban csak ritkábban. 
A sekély vízben kutat élelem után. 
Tápláléka főleg nagyméretű rovarokból, rovarlárvákból, puhatestűekből, rákokból, békákból és gyíkokból áll.
A legtöbb afrikai gólyafélétől eltérően igen félénk.

## Szaporodása
A fészkek többnyire magányosan a fákra épülnek. 
Fészekalja 2-5 tojásból áll. A költési időszak rendesen a száraz időszakra esik. 
A fiókák 55 nap után válnak röpképessé.